# Lăpoșel, Prahova
Lăpoșel este un sat în comuna Lapoș din județul Prahova, Muntenia, România.
Satul Lăpoșel este amplasat în vestul comunei Lapoș. În ceea ce privește denumirea localității, ca și în cazul Lapoșului, Iorgu Iordan, autorul lucrării "Toponimia românească"(1963), o explică prin starea fizică a terenului: noroi, mlaștină, mocirlă, care, în limba maghiară, înseamnă "lapos", la care s-a adăugat sufixul el.
În timp ce autorul valoroasei lucrări Dicționar istoric al județului Prahova, Mihai Apostol, nedispunând de documente atestatoare, scrie că istoricul așezării este necunoscut, Ion R. Dedu, în articolul pe care i-l consacră în volumul Așezări prahovene. Repere istorice, precizează următoarele: satul a aparținut comunei Lapos, (plaiul Buzău, județul Buzău) începând oficial cu reorganizarea teritorială din anul 1892. Chiar dacă nu are atestări oficiale mai vechi (autorul a cercetat întregul fond documentar al comunei de la Arhivele Naționale și Biblioteca Academiei Române, n. red.) așezarea are vechime mai mare, deoarece biserica satului s-a zidit de către clucerul Gheorghe Deșliu încă de la 1823. După reorganizarea din anul 1904, până în 1925 rămâne doar cu calitatea de cătun în cadrul aceleiași comune. În anul 1925 redevine iarăși sat oficial al aceleiași comune și rămâne cu același statut până în zilele noastre. 
Din punct de vedere demografic, așezarea Lăpoșelului se plasează pe locul al doilea, după Lapos, cu 419 locuitori, la recensământul din 2002 și cu 365 locuitori la ultimul recensământ, din 2011.